# Beatriz da Sicília, Imperatriz Latina
Beatriz da Sicília (c. 1252 — 17 de novembro/12 de dezembro de 1275) foi Imperatriz Latina titular como esposa de Filipe de Courtenay. Seus pais eram Carlos I da Sicília e Beatriz da Provença.
Nos termos do Tratado de Viterbo (27 de maio de 1267), Balduíno II de Courtenay transferiu grande parte dos direitos do Império Latino para Carlos I. Carlos seria confirmado na posse de Corfu e de algumas cidades na Albânia. Ele também recebeu a suserania sobre o Principado da Acaia e a soberania das Ilhas Egeias, exceto aquelas detidas por Veneza e Lesbos, Quios, Samos e Amorgos. O mesmo tratado providenciou o casamento de Filipe de Courtenay, herdeiro aparente do Império Latino, e Beatriz, segunda filha de Carlos. Se o casamento não tivesse filhos, os direitos de Philip seriam herdados por Carlos I. Beatrice tinha aproximadamente quinze anos na época de seu noivado.
Em 15 de outubro de 1273, Beatriz e Filipe casaram-se em Foggia. A noiva tinha vinte e um anos e o noivo trinta. Seu sogro morreu dias depois. Filipe foi proclamado imperador com Beatriz como imperatriz. O casamento foi harmonioso e gerou uma filha, Catarina I de Courtenay, nascida em 25 de novembro de 1274.
Beatriz morreu no final de 1275, após uma curta doença.